# Ильин, Александр Адольфович
Алекса́ндр Адо́льфович Ильи́н (род. 8 мая 1952, Свердловск, СССР) — советский и российский актёр театра и кино. Заслуженный артист Российской Федерации (1994).

## Биография
Родился 8 мая 1952 года в Свердловске в актёрской семье. Отец — Адольф Алексеевич Ильин, актёр театра имени Маяковского; заслуженный артист РСФСР. Мать — Зинаида Борисовна Ильина, врач-педиатр.
Окончил Новосибирское театральное училище.
Начинал работать в Новосибирске, потом в Минске, Воронеже, а также в закрытом городе Озёрск на Урале.
С 1979 года Александр Ильин работал в театре Маяковского. Уволился из театра в 2008 году.
Младший брат народного артиста России Владимира Ильина.

## Семья
Отец — Адольф Ильин (1923—1990), актёр. Мать — Зинаида Ильина, врач-педиатр. Мачеха — Нелли Ильина-Гуцол.
Брат — Владимир Адольфович Ильин (род. 1947), актёр.
Первая жена — Светлана. Сын — Илья Ильин (род. 1971), актёр.
Вторая жена — Татьяна Петровна Максакова, актриса. Сыновья — Алексей Ильин (род. 1980), актёр, Александр Ильин (род. 1983), актёр.

## Творчество
Александр Ильин с 1979 года служит в театре имени Маяковского. На этой сцене он сыграл немало ролей: Зиновий Борисович — «Леди Макбет Мценского уезда», Безбедов — «Жизнь Клима Самгина», Люпус — «Синтезатор любви», Батч О’Фаллон — «Не о соловьях», Самсон Силыч — «Банкрот», Петя Трофимов — «Ночь ангела», Аполлон «Записки мечтателя» и многие другие. Его репертуар недавнего времени[какого?]: Стариков — «Женитьба», Синьор Капулетти — «Чума на оба ваши дома», Онуфрий — «Любовь студента», Лепорелло, Хозяин — «Забавы Дон Жуана», Дядя Васа — «Госпожа министерша».

### Фильмография
| Год       |     | Название                                              | Роль                                                                                         |
| --------- | --- | ----------------------------------------------------- | -------------------------------------------------------------------------------------------- |
| 1960      | кор | Каток и скрипка                                       | ученик музыкальной школы                                                                     |
| 1972      | ф   | Время летних отпусков                                 | Генка                                                                                        |
| 1975      | ф   | Строговы                                              | Калистрат Зотов                                                                              |
| 1983      | ф   | Долгая дорога к себе                                  | Коля                                                                                         |
| 1985      | ф   | Следствие ведут ЗнаТоКи. Полуденный вор               | Тыква                                                                                        |
| 1986      | ф   | Размах крыльев                                        | бородатый пассажир с видеомагнитофоном «Hitachi»                                             |
| 1987      | ф   | Лето на память                                        | Фёдор большой                                                                                |
| 1988      | ф   | Ожог                                                  | Фёдор, дачник                                                                                |
| 1988      | ф   | Артистка из Грибова                                   | «Рыжик»                                                                                      |
| 1989      | мф  | Большой Ух                                            | Ух                                                                                           |
| 1990      | ф   | Уроки музыки                                          | Иванов                                                                                       |
| 1990      | ф   | Сукины дети                                           | Тюнин, актёр театра                                                                          |
| 1990      | ф   | Закат                                                 | Никифор                                                                                      |
| 1990      | ф   | Битва трёх королей                                    | немецкий наёмник                                                                             |
| 1991      | ф   | Волкодав                                              | майор Ступор                                                                                 |
| 1991      | ф   | По Таганке ходят танки                                | возмущённый мужчина на митинге                                                               |
| 1991      | ф   | Курица                                                | пьяница с мясорубкой                                                                         |
| 1992      | ф   | Устрицы из Лозанны                                    | Виктор Николаевич                                                                            |
| 1992      | ф   | Бегущий по льду                                       | Иван Поповский                                                                               |
| 1994      | ф   | Русская симфония                                      | Саня                                                                                         |
| 1994      | ф   | Жизнь и необычайные приключения солдата Ивана Чонкина | Шикалов                                                                                      |
| 1995—2004 | с   | На углу, у Патриарших                                 | Пономарёв Виктор Алексеевич, «Разлука»                                                       |
| 1995      | с   | Ералаш (выпуск № 110, сюжет «Кем быть?»)              | местный мафиози                                                                              |
| 1995      | ф   | Без ошейника                                          | Хозяин Сэма                                                                                  |
| 1995      | ф   | Экспресс до Пекина                                    | Иван                                                                                         |
| 1996      | ф   | Тысяча и один рецепт влюблённого кулинара             | Уинстон Черчилль                                                                             |
| 1996      | ф   | Матильда                                              | Гарри Уормвуд, отец Матильды; голос за кадром                                                |
| 1997      | ф   | Страсти в ателье «Шах»                                | Имя персонажа не указано                                                                     |
| 1997      | ф   | Мама, не горюй                                        | Алексей Иванович, майор милиции                                                              |
| 1998      | с   | Д. Д. Д. Досье детектива Дубровского                  | Мазила                                                                                       |
| 1998      | ф   | Предупредительный удар                                | Юрдович                                                                                      |
| 1998      | ф   | Суперхирург                                           | Имя персонажа не указано                                                                     |
| 1998      | ф   | Сибирский цирюльник                                   | купец                                                                                        |
| 1998      | ф   | Князь Юрий Долгорукий                                 | воевода                                                                                      |
| 2000      | с   | Марш Турецкого                                        | Юрий Иванович Шабашов, следователь                                                           |
| 2000      | ф   | Русский бунт                                          | Хлопуша                                                                                      |
| 2001      | ф   | Даун Хаус                                             | Рогожин-старший                                                                              |
| 2001      | с   | Дальнобойщики                                         | кум Жора                                                                                     |
| 2001      | ф   | Клетка                                                | оперативник                                                                                  |
| 2001      | ф   | Мусорщик                                              | мэр                                                                                          |
| 2002      | ф   | Трое против всех                                      | Имя персонажа не указано                                                                     |
| 2002      | ф   | Порода                                                | леший-Пигин                                                                                  |
| 2002      | ф   | Александр Пушкин                                      | Имя персонажа не указано                                                                     |
| 2003      | с   | Приключения мага                                      | Королёв                                                                                      |
| 2003      | ф   | Полосатое лето                                        | Имя персонажа не указано                                                                     |
| 2003      | с   | Москва. Центральный округ                             | Имя персонажа не указано                                                                     |
| 2003      | ф   | Коктебель                                             | шофёр                                                                                        |
| 2003      | ф   | Бумер                                                 | сотрудник милиции на ограблении                                                              |
| 2003      | ф   | Антикиллер 2: Антитеррор                              | Мэр Тиходонска                                                                               |
| 2004      | ф   | Марс                                                  | Отец девушки с косой                                                                         |
| 2004      | с   | Боец                                                  | Акулёнок                                                                                     |
| 2005      | с   | Дело о «Мёртвых душах»                                | судья Ляпкин-Тяпкин                                                                          |
| 2005      | ф   | Бедные родственники                                   | глава города                                                                                 |
| 2006      | ф   | Острог. Дело Фёдора Сеченова                          | Тумбасов Игнат Матвеевич, ст. прапорщик                                                      |
| 2006      | ф   | Неверность                                            | Лупан Мирча                                                                                  |
| 2006      | ф   | Граффити                                              | Мирон Сысоевич                                                                               |
| 2007      | ф   | Тупой жирный заяц                                     | Жених                                                                                        |
| 2007      | ф   | Лавэ                                                  | Имя персонажа не указано                                                                     |
| 2007      | ф   | Жестокость                                            | Кирилл                                                                                       |
| 2007      | ф   | Глянец                                                | Микула, бизнесмен                                                                            |
| 2008      | ф   | Стерва для чемпиона                                   | Вадим Хоркин                                                                                 |
| 2008      | ф   | Дикое поле                                            | Александр Иванович                                                                           |
| 2008      | ф   | Закрытые пространства                                 | Леонид Аркадьевич, начальник службы безопасности                                             |
| 2008      | с   | Боец. Рождение легенды                                | Акулёнок (Акелла), криминальный авторитет                                                    |
| 2008      | с   | Галина                                                | следователь Миров                                                                            |
| 2010      | ф   | Черчилль                                              | Борис Ермолаевич Черышев                                                                     |
| 2010      | с   | Однажды в милиции                                     | генерал милиции                                                                              |
| 2010      | с   | Гаражи                                                | владелец 53 бокса                                                                            |
| 2011      | с   | Жажда                                                 | проводник                                                                                    |
| 2011      | ф   | Группа счастья                                        | ГАИшник, отец Ирины                                                                          |
| 2011      | ф   | Товарищи полицейские                                  | Юрий Петрович Шмыров, подполковник полиции, проректор по воспитательной работе института МВД |
| 2011      | ф   | Жизнь и приключения Мишки Япончика                    | Пруль, хозяин ломбарда                                                                       |
| 2011      | ф   | Дом ветра                                             | Павел Маркович                                                                               |
| 2011—2012 | с   | Операция «Горгона»                                    | мастер тренировки собак                                                                      |
| 2012      | с   | Белая гвардия                                         | директор гимназии                                                                            |
| 2012      | мф  | От винта                                              | Семёныч, авианаводчик                                                                        |
| 2013—2016 | с   | Кухня                                                 | Степан Андреевич Фомин, отец Насти, хозяин мясокомбината                                     |
| 2013      | ф   | Ёлки 3                                                | Константин Львович, военком                                                                  |
| 2013      | с   | Майор полиции                                         | Алексей Иванович Сизов                                                                       |
| 2013      | с   | Шерлок Холмс                                          | Питер Керри                                                                                  |
| 2014      | ф   | Подарок с характером                                  | проводник                                                                                    |
| 2014      | с   | Физрук                                                | «Тощий», один из авторитетов Батайска                                                        |
| 2014      | с   | Умельцы                                               | Павел Андреевич Тигунов, чиновник в Министерстве спорта                                      |
| 2015      | ф   | Парень с нашего кладбища                              | Василий Иванович, директор кладбища                                                          |
| 2017—2019 | с   | Адаптация                                             | Владимир Николаевич Нагорняк, гендиректор ООО «Газпром добыча Ноябрьск»                      |
| 2017      | ф   | Легенда о Коловрате                                   | князь Святослав                                                                              |
| 2017      | с   | Отель «Элеон»                                         | Степан Андреевич Фомин, отец Насти                                                           |
| 2017      | ф   | Блокбастер                                            | дядя Саша, бандит                                                                            |
| 2017      | с   | Красные браслеты                                      | Александр Трофимович, дедушка Антона                                                         |
| 2018      | ф   | Крымский мост. Сделано с любовью!                     | Михалыч                                                                                      |
| 2018      | ф   | Топор                                                 | Степан                                                                                       |
| 2018—2019 | с   | Годунов                                               | Иван Фёдорович Мстиславский                                                                  |
| 2018      | с   | Год культуры                                          | Иван Андреевич Бурьян, покровитель Сычёва                                                    |
| 2018      | ф   | Русское краткое. Выпуск 2                             | Имя персонажа не указано                                                                     |
| 2018      | ф   | Зуб президента                                        | Имя персонажа не указано                                                                     |
| 2020      | ф   | Купала                                                | Алесь Кушнер                                                                                 |
| 2020      | вс  | Последний министр                                     | X, куратор Тихомирова из администрации президента                                            |
| 2020      | вс  | Проект «Анна Николаевна»                              | Александр Евгеньевич Супрун, генерал-лейтенант полиции                                       |
| 2020      | с   | Окаянные дни                                          | владелец строительной фирмы Пётр Ильич, тесть Кирилла                                        |
| 2020      | с   | Вспышка                                               | «Тыква»                                                                                      |
| 2021      | с   | Олег                                                  | отец Олега                                                                                   |
| 2021      | ф   | Бендер: Начало                                        | Мендель Винницкий, отец Мишки Япончика                                                       |
| 2022      | ф   | Солнце на вкус                                        | Дедушка                                                                                      |
| 2023      | ф   | Баба Яга спасает мир                                  | Афанаська                                                                                    |
| 2023      | с   | Родные люди (новелла «Челябинск»)                     | Палыч                                                                                        |
| 2023      | ф   | Папины дочки. Новогодние                              | отец управляющего отелем                                                                     |
| 2024      | с   | Сокровище Королёвой Анны                              | Имя персонажа не указано                                                                     |